# Piacenza Football Club 1975-1976
Questa voce raccoglie le informazioni riguardanti il Piacenza Football Club nelle competizioni ufficiali della stagione 1975-1976.

## Stagione
Ritornato in Serie B dopo cinque anni di assenza il Piacenza si presenta ai nastri di partenza del campionato con una squadra simile a quella che aveva centrato la promozione qualche mese prima, con qualche modifica nei settori di gioco fondamentali.
Nonostante alcuni presupposti sfavorevoli di natura tecnica (un avvio difficoltoso in campionato e la mancanza di un centravanti adeguato), il Piacenza ha recuperato posizioni ed ha stazionato alcuni mesi a metà classifica e sembrava avviato verso una tranquilla salvezza. Nell'ultima parte del campionato però la squadra ha subito un vero tracollo (ha perso le ultime cinque gare da disputare) che l'ha fatta piombare fino al terzultimo posto, retrocedendo in terza serie.

## Divisa e sponsor
Rimane invariata la divisa del Piacenza nella stagione 1975-1976, composta da maglia rossa con colletto e bordi bianchi, calzoncini bianchi e calzettoni rossi.
| Manica sinistra · Manica sinistra · Maglietta · Maglietta · Manica destra · Manica destra · Pantaloncini · Calzettoni |

## Organigramma societario
Area direttiva
- Presidente: Luigi Loschi
- Vice presidente: Enzo Bertuzzi, poi Filippo Grandi[5]
- Segretario: Renato Raffaldi

Area tecnica
- Direttore sportivo: Antonino Canevari
- Allenatore: Giovan Battista Fabbri

Area sanitaria
- Medico sociale: Augusto Terzi
- Massaggiatore: Vincenzo Franchi

## Rosa[6]
| N. |                   | Ruolo | Calciatore            |
| -- | ----------------- | ----- | --------------------- |
|    | Italia (bandiera) | P     | Maurizio Agostinelli  |
|    | Italia (bandiera) | P     | Gianni Candussi       |
|    | Italia (bandiera) | P     | Maurizio Moscatelli   |
|    | Italia (bandiera) | P     | Stefano Lazzara       |
|    | Italia (bandiera) | D     | Albino Labura         |
|    | Italia (bandiera) | D     | Dino Landini          |
|    | Italia (bandiera) | D     | Mario Manera          |
|    | Italia (bandiera) | D     | Luigi Pasetti         |
|    | Italia (bandiera) | D     | Felice Secondini      |
|    | Italia (bandiera) | D     | Luigi Vetere          |
|    | Italia (bandiera) | D     | Alessandro Zagano     |
|    | Italia (bandiera) | C     | Gabriele Alessandrini |

| N. |                   | Ruolo | Calciatore                 |
| -- | ----------------- | ----- | -------------------------- |
|    | Italia (bandiera) | C     | Patrizio Bonafè            |
|    | Italia (bandiera) | C     | Giorgio Gambin             |
|    | Italia (bandiera) | C     | Giuseppe Regali (capitano) |
|    | Italia (bandiera) | C     | Lorenzo Righi              |
|    | Italia (bandiera) | C     | Gaetano Vanin              |
|    | Italia (bandiera) | C     | Alberto Vergani            |
|    | Italia (bandiera) | A     | Giovanni Asnicar           |
|    | Italia (bandiera) | A     | Natalino Gottardo          |
|    | Italia (bandiera) | A     | Emanuele Tolin             |
|    | Italia (bandiera) | A     | Mauro Listanti             |
|    | Italia (bandiera) | A     | Domenico Penzo             |

## Calciomercato[6]

### Sessione estiva
| Acquisti | Acquisti           | Acquisti | Acquisti     |
| R.       | Nome               | da       | Modalità     |
| -------- | ------------------ | -------- | ------------ |
| P        | Gianni Candussi    | Arezzo   |              |
| D        | Luigi Vetere       | Crotone  |              |
| D        | Alessandro Zagano  | Juventus | prestito     |
| C        | Patrizio Bonafè    | Varese   |              |
| C        | Emanuele Tolin     | Forlì    |              |
| C        | Gaetano Vanin      | Juventus |              |
| A        | Giovanni Asnicar   | Rimini   |              |
| A        | Ernesto Meraviglia | Suzzara  |              |
| A        | Domenico Penzo     | Roma     | comproprietà |

| Cessioni | Cessioni           | Cessioni    | Cessioni          |
| R.       | Nome               | a           | Modalità          |
| -------- | ------------------ | ----------- | ----------------- |
| P        | Carlo Chiaravalle  | Imperia     |                   |
| D        | Alberto Giacomin   | Sanremese   |                   |
| D        | Massimo Prevedini  | Sant'Angelo |                   |
| C        | Camillo Orsi       | Crotone     |                   |
| C        | Gabriele Valentini | Cesena      |                   |
| C        | Alberto Vergani    | Bolzano     | prestito militare |
| A        | Ernesto Meraviglia | Forlì       |                   |
| A        | Franco Migliorati  | Sanremese   |                   |
| A        | Bruno Zanolla      | Ternana     |                   |

### Sessione autunnale
| Acquisti | Acquisti        | Acquisti | Acquisti               |
| R.       | Nome            | da       | Modalità               |
| -------- | --------------- | -------- | ---------------------- |
| C        | Alberto Vergani | Bolzano  | fine prestito militare |
| A        | Mauro Listanti  | Taranto  |                        |

| Cessioni | Cessioni        | Cessioni  | Cessioni |
| R.       | Nome            | a         | Modalità |
| -------- | --------------- | --------- | -------- |
| P        | Stefano Lazzara | Taranto   |          |
| A        | Domenico Penzo  | Benevento |          |

## Risultati

### Serie B

#### Girone di andata
| Arbitro: | Barboni (Firenze) |

|                        |           |            |
| Bagnato 8’ Zanolla 51’ | Marcatori | 34’ Manera |

| Arbitro: | Serafino (Roma) |

|            |           |                |
| Gambin 35’ | Marcatori | 28’ Castronaro |

| Modena 12 ottobre 1975 3ª giornata | Modena              | 0 – 0 | Piacenza | Stadio Alberto Braglia\| Arbitro: \| Panzino (Catanzaro) \| |
| Arbitro:                           | Panzino (Catanzaro) |       |          |                                                             |

| Arbitro: | Barbaresco (Cormons) |

|             |           |              |
| Asnicar 71’ | Marcatori | 13’ Albanese |

| Arbitro: | Artico (Padova) |

|                               |           |             |
| Manera 15’ (aut.) Repetto 34’ | Marcatori | 35’ Asnicar |

| Arbitro: | V. Lattanzi (Roma) |

|           |           |  |
| Tolin 39’ | Marcatori |  |

| Arbitro: | Lo Bello (Siracusa) |

|                       |           |  |
| Doldi 18’, 87’ (rig.) | Marcatori |  |

| Arbitro: | Terpin (Trieste) |

|                                       |           |  |
| Musiello 17’, 89’ S. Trevisanello 86’ | Marcatori |  |

| Arbitro: | Gialluisi (Barletta) |

|                                  |           |  |
| Manera 21’ (rig.), 37’ Righi 59’ | Marcatori |  |

| Arbitro: | Lenardon (Siena) |

|                                 |           |              |
| Tedoldi 59’ Jacolino 80’ (rig.) | Marcatori | 67’ Listanti |

| Arbitro: | Bergamo (Livorno) |

|              |           |  |
| Listanti 55’ | Marcatori |  |

| Arbitro: | Pieri (Genova) |

|            |           |  |
| Bonafè 22’ | Marcatori |  |

| Arbitro: | Paparesta (Bari) |

|                                 |           |                   |
| Dalle Vedove 52’ De Lorentis 93 | Marcatori | 77’ (rig.) Bonafè |

| San Benedetto del Tronto 4 gennaio 1976 14ª giornata | Sambenedettese              | 0 – 0 | Piacenza | Stadio Fratelli Ballarin\| Arbitro: \| Moretto (San Donà di Piave) \| |
| Arbitro:                                             | Moretto (San Donà di Piave) |       |          |                                                                       |

| Piacenza 11 gennaio 1976 15ª giornata | Piacenza           | 0 – 0 | Catanzaro | Stadio Galleana\| Arbitro: \| V. Lattanzi (Roma) \| |
| Arbitro:                              | V. Lattanzi (Roma) |       |           |                                                     |

| Arbitro: | Schena (Foggia) |

|            |           |            |
| Ciceri 44’ | Marcatori | 87’ Gambin |

| Arbitro: | Levrero (Genova) |

|           |           |                      |
| Righi 39’ | Marcatori | 21’ (aut.) Secondini |

| Arbitro: | Benedetti (Roma) |

|                             |           |                            |
| Bonafè 41’ (rig.) Righi 66’ | Marcatori | 28’ Fiaschi 34’ Piccinetti |

| Arbitro: | Gialluisi (Barletta) |

|             |           |  |
| Cabrini 64’ | Marcatori |  |

#### Girone di ritorno
| Arbitro: | Frasso (Capua) |

|                                    |           |                        |
| Bonafè 19’ Gottardo 26’ Gambin 71’ | Marcatori | 13’ Biagini 41’ Traini |

| Arbitro: | Mascia (Milano) |

|                      |           |                          |
| Bonci 70’ Pruzzo 72’ | Marcatori | 46’ Gambin 83’ Secondini |

| Arbitro: | Lops (Torino) |

|                         |           |             |
| Gottardo 10’ Gambin 90’ | Marcatori | 6’ Bellotto |

| Arbitro: | Agnolin (Bassano del Grappa) |

|                 |           |                               |
| Serato 15’, 46’ | Marcatori | 8’ Gottardo 82’ (rig.) Bonafè |

| Arbitro: | Benedetti (Roma) |

|                         |           |  |
| Gottardo 76’ Bonafè 91’ | Marcatori |  |

| Arbitro: | Mascali (Desenzano del Garda) |

|                           |           |                  |
| A. Bordon 23’ Turella 39’ | Marcatori | 53’ Alessandrini |

| Arbitro: | Frasso (Capua) |

|                        |           |                   |
| Gambin 25’ Asnicar 47’ | Marcatori | 50’, 73’ Ulivieri |

| Arbitro: | Pieri (Genova) |

|             |           |  |
| Asnicar 29’ | Marcatori |  |

| Arbitro: | V. Lattanzi (Roma) |

|                                         |           |  |
| Magherini 7’, 34’, 49’ (rig.) Piras 76’ | Marcatori |  |

| Arbitro: | Moretto (San Donà di Piave) |

|             |           |  |
| Asnicar 17’ | Marcatori |  |

| Arbitro: | Zanchetta (Treviso) |

|                              |           |             |
| Paina 76’ Aristei 81’ (rig.) | Marcatori | 17’ Asnicar |

| Vicenza 2 maggio 1976 31ª giornata | Lanerossi Vicenza | 0 – 0 | Piacenza | Stadio Romeo Menti\| Arbitro: \| Longhi (Roma) \| |
| Arbitro:                           | Longhi (Roma)     |       |          |                                                   |

| Arbitro: | Menegali (Roma) |

|                                        |           |                       |
| Rimbano 30’ (aut.) Gambin 60’ Gottardo | Marcatori | 47’ (aut.) D. Landini |

| Arbitro: | Ciulli (Roma) |

|                        |           |  |
| Asnicar 22’ Regali 56’ | Marcatori |  |

| Arbitro: | Terpin (Trieste) |

|                |           |  |
| M. Palanca 82’ | Marcatori |  |

| Arbitro: | Ciacci (Firenze) |

|  |           |            |
|  | Marcatori | 60’ Biondi |

| Arbitro: | Barbaresco (Cormons) |

|                                      |           |                             |
| Turini 34’ Jacomuzzi 54’ G. Gori 70’ | Marcatori | 23’ Righi 76’ (rig.) Bonafè |

| Arbitro: | Ciulli (Roma) |

|                       |           |            |
| Galli 52’ Fiaschi 84’ | Marcatori | 75’ Zagano |

| Arbitro: | Benedetti (Roma) |

|            |           |                          |
| Gambin 55’ | Marcatori | 41’ Fanna 75’ Vernacchia |

### Coppa Italia

#### Primo turno
| Arbitro: | Lops (Torino) |

|  |           |                     |
|  | Marcatori | 5’, 88’ Magistrelli |

| Arbitro: | Governa (Alessandria) |

|                                      |           |                                     |
| Di Bartolomei 49’ (rig.) Longoni 88’ | Marcatori | 68’ Gambin 76’ Gottardo 87’ Asnicar |

| Arbitro: | Giulluisi (Barletta) |

|                        |           |            |
| S. Pellegrini 51’, 85’ | Marcatori | 27’ Regali |

| Arbitro: | Pieri (Genova) |

|           |           |               |
| Gambin 8’ | Marcatori | 67’ Prunecchi |

## Statistiche

### Statistiche di squadra[12]
| Competizione | Punti | Totale | Totale | Totale | Totale | Totale | Totale | DR |
| Competizione | Punti | G      | V      | N      | P      | Gf     | Gs     | DR |
| ------------ | ----- | ------ | ------ | ------ | ------ | ------ | ------ | -- |
| Serie B      | 32    | 38     | 10     | 12     | 16     | 42     | 50     | -8 |
| Coppa Italia | 3     | 4      | 1      | 1      | 2      | 6      | 6      | 0  |
| Totale       |       | 42     | 11     | 13     | 18     | 48     | 56     | -8 |

### Statistiche dei giocatori[6]
| Giocatore       | Serie B  | Serie B | Coppa Italia | Coppa Italia | Totale   | Totale |
| Giocatore       | Presenze | Reti    | Presenze     | Reti         | Presenze | Reti   |
| --------------- | -------- | ------- | ------------ | ------------ | -------- | ------ |
| G. Alessandrini | 7        | 1       | 0            | 0            | 7        | 1      |
| G. Asnicar      | 29       | 7       | 4            | 1            | 33       | 8      |
| P. Bonafè       | 33       | 7       | 4            | 0            | 37       | 7      |
| G. Candussi     | 33       | -46     | 3            | -3           | 36       | -49    |
| G. Gambin       | 34       | 8       | 4            | 2            | 38       | 10     |
| N. Gottardo     | 30       | 5       | 4            | 1            | 34       | 6      |
| A. Labura       | 18       | 0       | 0            | 0            | 18       | 0      |
| D. Landini      | 17       | 0       | 2            | 0            | 19       | 0      |
| S. Lazzara      | 0        | -0      | 0            | -0           | 0        | -0     |
| M. Listanti     | 21       | 2       | -            | -            | 21       | 2      |
| M. Manera       | 34       | 3       | 4            | 0            | 38       | 3      |
| M. Moscatelli   | 6        | -4      | 3            | -5           | 9        | -9     |
| L. Pasetti      | 21       | 0       | 4            | 0            | 25       | 0      |
| D. Penzo        | 2        | 0       | 4            | 0            | 6        | 0      |
| G. Regali       | 34       | 1       | 4            | 1            | 38       | 2      |
| L. Righi        | 35       | 4       | 4            | 0            | 39       | 4      |
| F. Secondini    | 36       | 1       | 4            | 0            | 40       | 1      |
| E. Tolin        | 16       | 1       | 0            | 0            | 16       | 1      |
| G. Vanin        | 3        | 0       | 0            | 0            | 3        | 0      |
| A. Vergani      | 5        | 0       | -            | -            | 5        | 0      |
| L. Vetere       | 0        | 0       | 0            | 0            | 0        | 0      |
| A. Zagano       | 37       | 1       | 4            | 0            | 41       | 1      |